# Daniel Nordman
Ne doit pas être confondu avec Daniel Nordmann.
Daniel Nordman, né en 1940, est un historien français.

## Biographie
Né en 1940, Daniel Nordman poursuit des études à l'École normale supérieure de la rue d'Ulm à Paris de 1961 à 1965. En 1966, il obtient l'agrégation d'histoire puis, en 1975, un doctorat de troisième cycle à l'université de Montpellier.
Il enseigne à l’Université de Rabat, d'abord à titre militaire (1966-1967), puis à titre civil (1968-1969). Il est ensuite assistant à l’université de Reims en histoire moderne (1969-1972). En 1972, il devient agrégé-répétiteur à l'École normale supérieure de la rue d'Ulm à Paris, date à laquelle il devient maître-assistant pour une année.
Il intègre en 1978 le Centre national de la recherche scientifique où il est chargé de recherche de 1978 à 1985, puis directeur de recherche jusqu'en 2006. Il est directeur de recherche émérite depuis cette date.
Il a le titre de fellow au Collegium Budapest, en avril-mai 1997 et mai-juin 2002.
En 1999 il est professeur invité à l'université de Chicago.
De 2003 à 2006, il dirige le Centre d'histoire sociale de l'islam méditerranéen.

## Principales publications
- Frontières de France : de l'espace au territoire XVIe – XIXe siècle, Paris, Gallimard, coll. « Bibliothèque des histoires », 1998, 651 p. (ISBN 978-2-0707-4951-5, présentation en ligne), [présentation en ligne].
- Tempête sur Alger : l'expédition de Charles Quint en 1541, Saint-Denis, Bouchène, coll. « Histoire du Maghreb », 2006, 702 p. (ISBN 978-2-3567-6003-6).

## Distinctions
En 1999, Daniel Nordman reçoit le prix Drouyn de Lhuys décerné par l'Académie des sciences morales et politiques pour Frontières de France.